# Odontogryllodes stenus
Odontogryllodes stenus är en insektsart som beskrevs av Andrej Vasiljevitj Gorochov 1999. Odontogryllodes stenus ingår i släktet Odontogryllodes och familjen syrsor. Inga underarter finns listade i Catalogue of Life.